# Мутње
Мутње (слч. Mútne) насељено је мјесто са административним статусом сеоске општине (слч. obec) у округу Наместово, у Жилинском крају, Словачка Република.

## Становништво
| Година:    | 1994. | 2004.   | 2014.   | 2024.    |
| ---------- | ----- | ------- | ------- | -------- |
| Број људи: | 2562  | 2805    | 2911    | 3249     |
| Разлика:   |       | +9,48 % | +3,77 % | +11,61 % |

| Година:    | 2023. | 2024.   |
| ---------- | ----- | ------- |
| Број људи: | 3207  | 3249    |
| Разлика:   |       | +1,30 % |

Према подацима о броју становника из 2024. године насеље је имало 3249 становника.